# Relativdrucksensor

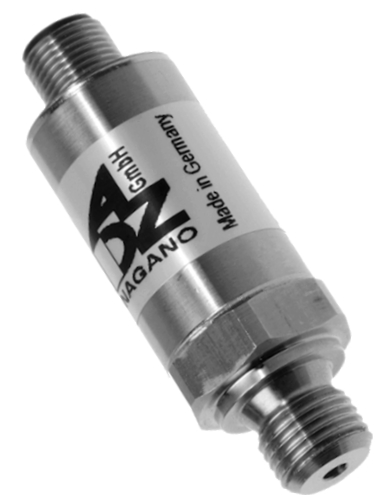
Relativdrucksensor

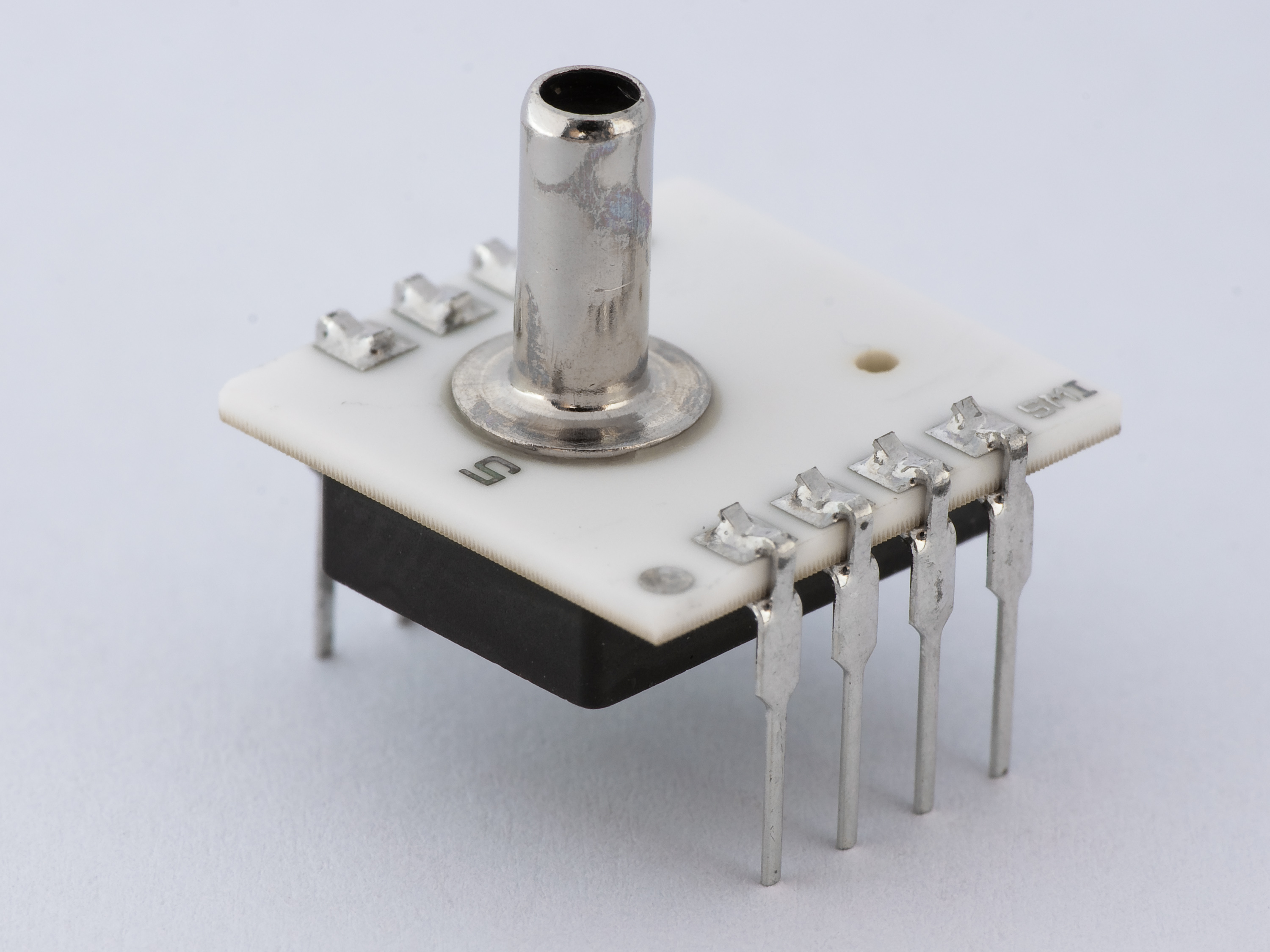
Relativdrucksensor mit Luft-Schlauchanschluss

Ein Relativdrucksensor ist ein Drucksensor, der die Relativdruckänderung, also den Druck im Vergleich zur Atmosphäre (atmosphärischer Luftdruck) als Referenzpunkt, misst. Schwankungen des Luftdruckes wirken sich dabei als Fehler auf das Messergebnis aus. Je größer der zu messende Bereich (Range) desto geringer ist der Fehler. Bei Druckmessungen im Bereich < 60 bar wird daher der Drucksensor offen gegenüber der Atmosphäre gestaltet. Dies geschieht z. B. durch eine Belüftung des verwendeten Steckers / Kabels am Drucksensor.